# Khanar
Khanar (nep. खनार) – gaun wikas samiti we wschodniej części Nepalu w strefie Kośi w dystrykcie Sunsari. Według nepalskiego spisu powszechnego z 2001 roku liczył on 3181 gospodarstw domowych i 14173 mieszkańców (6493 kobiet i 7680 mężczyzn).